# Kraftwerk Sir Adam Beck
Die Sir Adam Beck Kraftwerke (englisch Sir Adam Beck Hydroelectric Generating Stations) am Niagara River in Niagara Falls, Provinz Ontario in Kanada, bestehen aus den beiden benachbarten Kraftwerken Sir Adam Beck I & II und dem Pumpspeicherkraftwerk Sir Adam Beck. Die Kraftwerke werden von der Ontario Power Generation (OPG) betrieben. Die beiden Laufwasserkraftwerke haben gemeinsam eine installierte Leistung von knapp 2 GW, das Pumpspeicherkraftwerk eine solche von 174 MW. Die Anlagen sind nach Adam Beck, einem kanadischen Politiker und Gründer der Ontario Hydro, benannt.

## Lage
Die in der Nähe der Niagarafälle gelegenen Kraftwerke werden mit Wasser aus dem Niagara River und zu einem kleinen Anteil aus dem Welland River betrieben. Östlich des Kraftwerks, auf US-amerikanischer Seite des Niagara River, befindet sich in unmittelbarer Nachbarschaft das Kraftwerk Robert Moses Niagara. Die Aufteilung des Wassers aus dem Niagara River auf das US-Kraftwerk Robert Moses und die beiden kanadischen Kraftwerke Sir Adam Beck I & II wird seit 1950 durch ein Abkommen, dem Niagara River Water Diversion Treaty, geregelt.

## Kraftwerke

### Adam Beck I

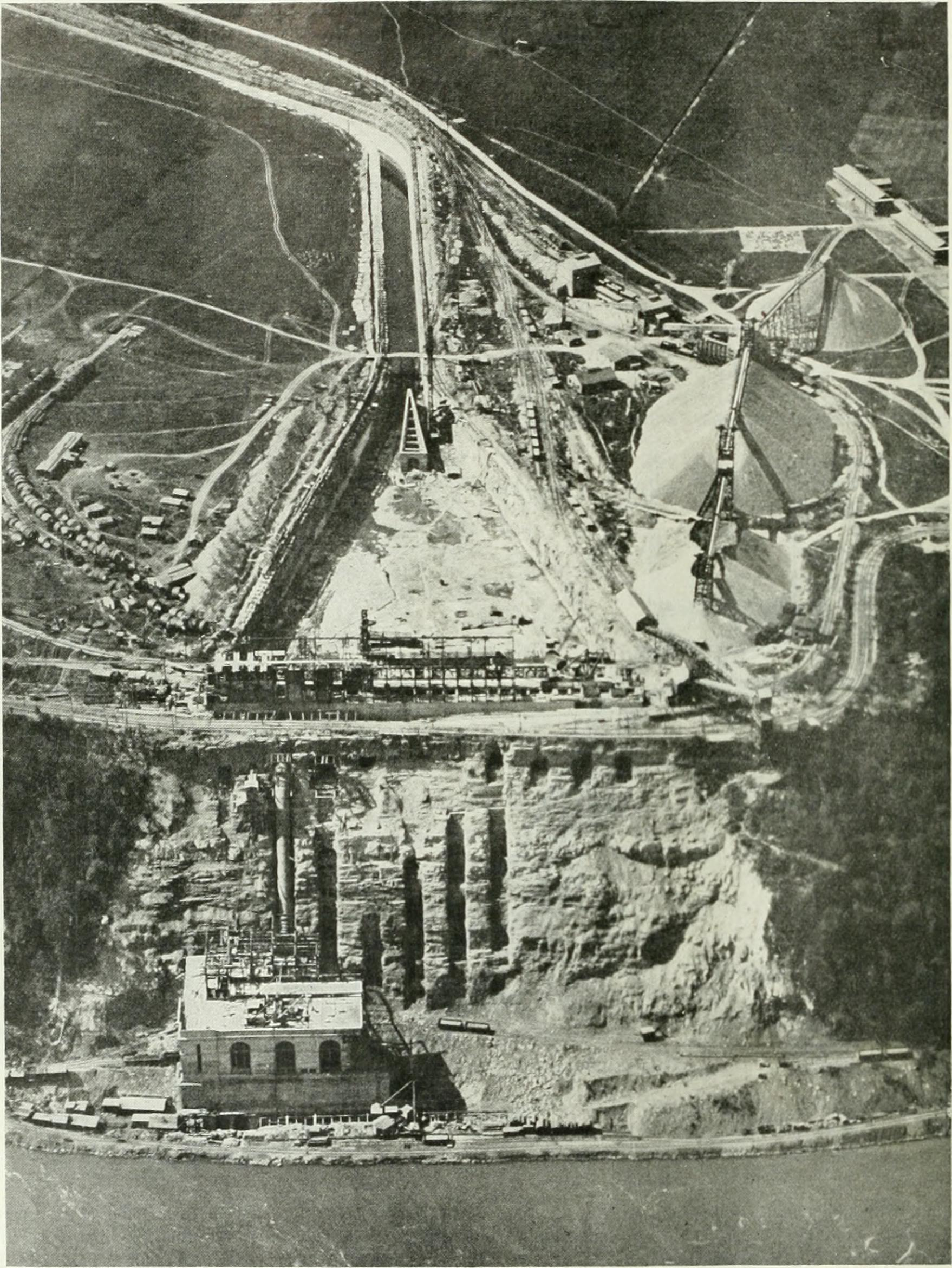
Bau des Kraftwerks (1922)

Das ältere Kraftwerk Adam Beck I wurde im Jahr 1922 mit drei Maschinensätzen, bestehend aus je einer Wasserturbine mit Schenkelpolgenerator, in Betrieb genommen. Bis zum Jahr 1930 wurden in Summe zehn Maschinensätze mit einer Gesamtleistung von 498 MW installiert. Die Fallhöhe zwischen Ober- und Unterwasser beträgt 91,4 m. Das Wasser wird über einen 20 km langen Kanal vom Oberlauf des Niagara Rivers zum Kraftwerk geleitet. Das Kraftwerk hieß bis 1950 Queenston Chippawa Power Station und ist als National Historic Site of Canada eingetragen.

### Adam Beck II
Das Kraftwerk Adam Beck II wurde im Jahr 1954 in Betrieb genommen und besteht aus 16 Maschinensätzen mit einer Gesamtleistung von 1,499 GW. Das Wasser kam ursprünglich über zwei 9 km lange Tunnel vom Oberlauf des Niagara Rivers. Zwischen 2006 und 2013 wurden im Rahmen des Niagara Tunnel Project diese Tunnelanlagen durch einen 10,2 km langen und im Durchmesser 12,7 m breiten Tunnel als Druckstollen ersetzt. Durch die neue Tunnelanlage kann das Wasser des Niagara effizienter genutzt werden.

### Pumpspeicherkraftwerk Sir Adam Beck
Das von der English Electric Company gebaute Pumpspeicherkraftwerk ging 1957 in Betrieb. Im Kraftwerk sind sechs Dériaz-Pumpturbinen aufgestellt, es ist somit eines der wenigen Kraftwerke der Welt, das diesen Turbinentyp einsetzt. Das Kraftwerk arbeitet mit außergewöhnlich hohen Schwankungen der Förder- und Fallhöhen. Im Pumpbetrieb liegen die Förderhöhen zwischen 18 und 27 m, im Turbinenbetrieb zwischen 14 und 26 m. Die Umstellung von Turbinen- auf Pumpbetrieb erfolgt in wenigen Minuten und erfolgt mehrmals täglich.